# Суковатов, Николай Иванович
Николай Иванович Сукова́тов (1921—1992) — советский офицер, участник Великой Отечественной войны, командир пулемётного отделения 241-го гвардейского стрелкового полка 75-й гвардейской стрелковой дивизии 30-го стрелкового корпуса 60-й армии Центрального фронта, гвардии сержант, Герой Советского Союза (1943), позднее — гвардии подполковник.

## Биография
Родился 20 июня 1921 года в деревне Осиновка (ныне Кожевниковский район Томской области). Окончил Томский техникум общепита, работал на станции Менделеево Пермской области.
В 1940 году был призван в Красную Армию, на фронте с ноября 1941 года (по другим данным — в Красной Армии с октября 1942 года, на фронте с марта 1943 года).
Гвардии сержант Суковатов Н. И. особо отличился при форсировании реки Днепр севернее Киева, в боях при захвате и удержании плацдарма в районе сёл Глебовка и Ясногородка (Вышгородский район Киевской области) на правом берегу Днепра осенью 1943 года. В представлении к награждению командир 241-го гвардейского стрелкового полка гвардии подполковник Бударин Н. П. написал:

В боях на Киевском направлении проявил себя исключительно смелым, мужественным и отважным воином.
24.9.43 года первым в составе взвода форсировал Днепр, перешёл вброд Старый Днепр, не успев одеться вступил в бой с численно превосходящим противником. В первом же бою выбыл из строя командир взвода, тов. Суковатов принял командование на себя. За время боёв на западном берегу Днепра взводом за 4-5 октября отразил на своём участке 19 численно превосходящих контратак противника, уничтожил при этом 57 немецких солдат и офицеров, подавил 7 огневых пулемётных точек противника. Сам лично в рукопашных схватках уничтожил 7 немцев.
Указом Президиума Верховного Совета СССР от 17 октября 1943 года за успешное форсировании реки Днепр севернее Киева, прочное закрепление плацдарма на западном берегу реки Днепр и проявленные при этом мужество и геройство гвардии сержанту Суковатову Николаю Ивановичу присвоено звание Героя Советского Союза с вручением ордена Ленина и медали «Золотая Звезда».
После войны Н. И. Суковатов продолжил службу в Советской Армии. В 1956 году окончил Боровичское военное училище. В 1961 года уволен из ВС СССР в связи с организационно-штатными мероприятиями («Хрущёвское сокращение») в звании гвардии подполковника. Проживал в Башкирии по адресу: город Уфа, проспект Октября. Работал директором магазина, заместителем начальника технической школы ДОСААФ, на электроламповом заводе.
Умер в 1992 году.

## Награды
- Медаль «Золотая Звезда» Героя Советского Союза (17 октября 1943,  № 1931);
- орден Ленина (17.10.1943);
- орден Отечественной войны 1-й степени (06.04.1985);
- медаль «За отвагу» (03.10.1943);
- медали.